# Agriocnemis angustirami
Agriocnemis angustirami е вид водно конче от семейство Coenagrionidae. Видът е световно застрашен, със статут Уязвим.

## Разпространение
Разпространен е в Либерия и Сиера Леоне.